# 叔姬 (高固妻)
叔姬，又作子叔姬（加子字是已经出嫁的称谓），春秋时期鲁国人，齐国高固的夫人。
前604年（周定王三年、鲁宣公五年、齐惠公五年）春，鲁宣公到齐国。齐国大夫高固让齐惠公留住鲁宣公，胁迫鲁宣公将叔姬嫁给高固。夏，宣公从齐国回国，《左传》解释《春秋经》记载这件事，这是因为宣公有过错，不能抵挡齐惠公的胁迫。九月，高固来鲁国迎接叔姬，是为了自己娶妻。《左传》解释《春秋》记载为“逆叔姬”，是因为卿为自己亲自来迎娶。冬，高固和子叔姬来鲁国，这是为了履行“返马”这一婚姻礼节。将女方之马送回，表明女方可以安心住在夫家，夫家不会休弃妻子。